# Искусственный хрусталик
Искусственный хрусталик, также известный как интраокулярная линза (ИОЛ) — пластиковая линза, имплантируемая в глаз для замены собственного хрусталика по причине его помутнения или с целью хирургической коррекции аметропии.

## Описание
Искусственный хрусталик состоит из оптики (оптической части), которая обеспечивает его основную функцию, а также фиксирующих (гаптических) элементов, которые позволяют безопасно и надежно закрепить оптику в глазу. Оптимальным местом имплантации для интраокулярной линзы служит капсульная сумка хрусталика. Однако, при невозможности соблюдения этого «золотого» в современной глазной хирургии стандарта искусственный хрусталик может быть размещен в других отделах глаза — в передней камере, на радужке, в задней камере вне капсульного мешка.
Первые искусственные хрусталики изготавливались из оргстекла (неэластичного пластика полиметилметакрилата, ПММА). В последние годы наибольшее распространение получили ИОЛ из эластичных материалов, которые позволяют хирургу складывать линзу при имплантации с помощью специальных инжекторов или пинцетов, обеспечивая возможность проводить операцию через малые разрезы. Уменьшение величины хирургического доступа стало одним из лейтмотивов прогресса в хирургии хрусталика, который наблюдается в последние годы.
Другим направлением развития искусственных хрусталиков является подбор оптимальной формы, для обеспечения возможности видеть предметы сфокусированными. Эта проблема непростая, ведь искусственный хрусталик, в отличие от собственного, не способен к аккомодации. Существуют монофокальные и мультифокальные хрусталики, монофокальные хрусталики устарели так как не обеспечивают хорошего зрения вблизи. Мультифокальные хрусталики имеют несколько оптических зон, что позволяет отлично видеть предметы на разном расстоянии.
Ещё одним свойством является окраска линзы. Собственный хрусталик в старческом возрасте становится жёлтого цвета, благодаря чему он отфильтровывает заметное количество света в синей части спектра. Ряд искусственных хрусталиков имеют жёлтый цвет. Снижение количества синего света приводит к ухудшению сумеречного зрения у пациентов.
Имплантация искусственного хрусталика, как и любая другая хирургическая процедура, не лишена риска некоторых осложнений, таких как инфекция, внутриглазное воспаление, смещение ИОЛ, повышение внутриглазного давления. Клиническая апробация операций по установке искусственного хрусталика может включать в себя создание опросников для пациентов с целью выявить осложнения.

### Очки
Искусственный хрусталик, как правило, существенно снижает зависимость пациента от очков.
Тем не менее, при имплантации монофокальной (ИОЛ) пациенту требуются очки для чтения и другой зрительной активности на близком расстоянии.
При имплантации мультифокальных линз очки не требуются. 

### Разновидности интраокулярных линз (ИОЛ)
Искусственный хрусталик (интраокулярная линза) имплантируется на место естественного хрусталика после операции по удалению катаракты или рефракционной замене хрусталика. Интраокулярные линзы делятся на «жёсткие» и «мягкие».
1. «Жёсткие» интраокулярные линзы имеют негибкую, постоянную форму, поэтому для их имплантации требуется большой операционный разрез и последующее наложение швов, что значительно увеличивает реабилитационный период.
2. Большинство современных офтальмологических центров и клиник отдают предпочтение «мягким» интраокулярным линзам, которые изготовлены из эластичных синтетических полимеров. Такие линзы имплантируются через самогерметизирующийся микроразрез около 2,5 мм и не требуют наложения швов. Они помещаются внутрь глаза в сложенном состоянии, самостоятельно разворачиваются и надежно фиксируются.

Типы ИОЛ различают по своей конструкции:
- Моноблочные;
- Мультисоставные (к примеру, трехчастные).

По типу материала оптической части:
- Гидрофильные;
- Гидрофобные.

По оптическим свойствам:
- Асферические;
- Сферические.

По наличию дополнительных фильтров:
- С желтым фильтром;
- Без желтого фильтра.

По способности формировать один или несколько фокусов:
- Монофокальные;
- Мультифокальные (бифокальные, трифокальные, ИОЛ с углубленным фокусом, аккомодирующие).

Корректирующие роговичный астигматизм:
- Торические.

По типу интраокулярного расположения:
- Внутрикапсульные;
- Фиксация в сулькус;
- Фиксация интрасклеральная;
- Зрачковая фиксация;
- Фиксация к радужке (к примеру, ирис-клипс ИОЛ).